# Yonggang-dong, Gyeongju
Yonggang-dong (hangul: 용강동, hanja, 龍江洞) är en stadsdel i stadskommunen Gyeongju  i provinsen Norra Gyeongsang i den östra delen av Sydkorea, 280 km sydost om huvudstaden Seoul.